# Olga Jurjewna Wassiljewa

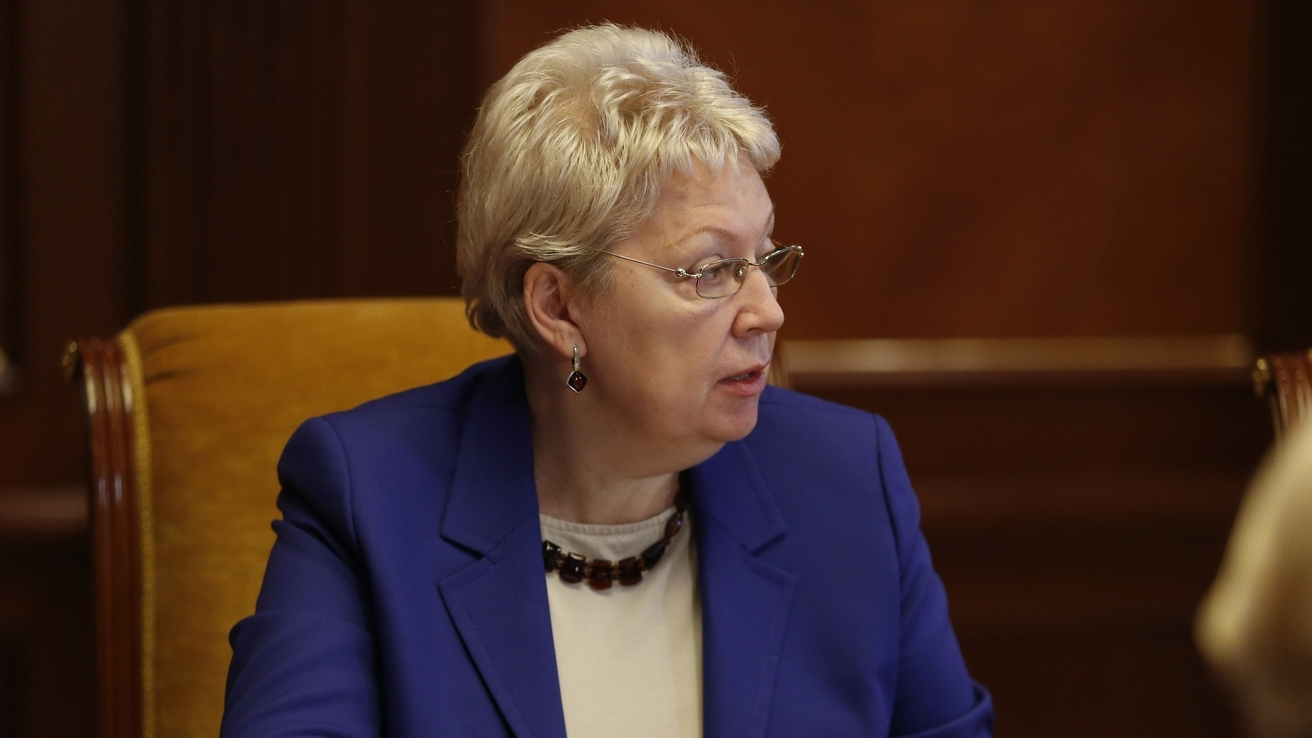
Olga Wassiljewa (2016)

Olga Jurjewna Wassiljewa (russisch Ольга Юрьевна Васильева; * 13. Januar 1960 in Bugulma) ist eine sowjetisch-russische Kirchenhistorikerin, Hochschullehrerin und Politikerin.

## Leben
Wassiljewa besuchte die Mittelschule (Abschluss 1975) und studierte dann in der Chorleitung-Abteilung des Staatlichen Moskauer Kultur-Instituts mit Abschluss 1979. Darauf arbeitete sie als Gesangslehrerin an den Moskauer Schulen Nr. 578 und 91. 1982 begann sie das Studium in der Abendabteilung der Historischen Fakultät des Moskauer Staatlichen Pädagogischen Fernstudieninstituts (jetzt Moskauer Staatliche Scholochow-Universität für Geisteswissenschaften), während sie an der Schule Nr. 91 als Geschichtslehrerin in den oberen Klassen arbeitete. Nach dem Abschluss 1987 begann sie die Aspirantur im Institut für Geschichte der UdSSR der Akademie der Wissenschaften (seit 1991 Institut für Russische Geschichte der Russischen Akademie der Wissenschaften (RAN)) bei Georgi Alexandrowitsch Kumanjow. 1990 verteidigte sie ihre Dissertation über den sowjetischen Staat und die patriotische Aktivität der Russisch-Orthodoxen Kirche während des Deutsch-Sowjetischen Krieges für die Promotion zum Kandidaten der Geschichtswissenschaften. Diese Dissertation war die erste Arbeit über das Verhältnis von russischem Staat und Kirche im 20. Jahrhundert.
1991–2002 arbeitete Wassiljewa als wissenschaftliche Mitarbeiterin im Zentrum für Religions- und Kirchengeschichte des Instituts für Russische Geschichte der RAN, in dem sie schließlich Leiterin des Zentrums für Religions- und Kirchengeschichte wurde. 1998 verteidigte sie ihre Dissertation über die Russisch-Orthodoxe Kirche in der Politik des sowjetischen Staates in den Jahren 1943–1948 für die Promotion zum Doktor der Geschichtswissenschaften.
2002 wurde Wassiljewa Leiterin des Lehrstuhls für Beziehungen von Staat und Konfessionen der Russischen Akademie für Volkswirtschaft und Öffentlichen Dienst beim Präsidenten der Russischen Föderation in Moskau. Das Verhältnis von Staat und Kirche blieb ihr Forschungsschwerpunkt. Ihre Arbeiten veröffentlichte sie in in- und ausländischen Zeitschriften und Zeitungen, darunter Osteuropa, La Nuova Europa, Nesawissimaja gaseta und Frankfurter Allgemeine Zeitung. Sie ist Mitglied der International Association for the History of Religion. Seit 2003 lehrt sie am Geistlichen Sretinski-Seminar im Moskauer Sretinski-Kloster. Das Studium der internationalen Beziehungen schloss sie 2007 an der Akademie für Diplomatie des russischen Außenministeriums ab. Sie ist Vorsitzende des Vereinigten Dissertationsrats für Theologie kirchlicher Einrichtungen und der kirchlichen Tichonow-Universität sowie der Lomonossow-Universität Moskau und der Russischen Akademie für Volkswirtschaft und Öffentlichen Dienst beim Präsidenten der Russischen Föderation.
Im Februar 2012 wurde Wassiljewa Vizedirektorin des Departements für Kultur der russischen Regierung. Anfang 2013 wurde sie Vizeleiterin der im Oktober 2012 aus der Verwaltung für Gesellschaftsprojekte gebildeten Russischen Präsidialverwaltung. 2014 initiierte sie zusammen mit anderen die Diskussion über den Konservatismus in der Gesamtrussischen Volksfront. Sie wurde Mitglied im Rat für die Vorbereitung eines Programms für einen Kurs für vaterländische Geschichte beim Bildungsministerium, in der Kommission für Angelegenheiten der Religionsgemeinschaften bei der russischen Regierung und in einer Arbeitsgruppe für Beteiligung der Behinderten am Kulturleben der Gesellschaft der Präsidentenkommission für Behindertenangelegenheiten sowie im Rat für die Behandlung der religiösen Thematik in den elektronischen Massenmedien beim Ministerium für Presse und elektronische Massenmedien. Durch Ukas des Präsidenten 
Putin vom 16. September 2014 wurde sie zum Wirklichen Staatsrat II. Klasse der Russischen Föderation ernannt.
Bei einem Arbeitstreffen Putins am 19. August 2016 auf dem Flughafen Belbek auf der Krim schlug Ministerpräsident Dmitri Anatoljewitsch Medwedew für das Amt des Ministers für Bildung und Wissenschaft Wassiljewa als Nachfolgerin für Dmitri Wiktorowitsch Liwanow vor. Putin stimmte dem Vorschlag zu und unterschrieb sofort den entsprechenden Ukas. Nach der Aufteilung des Ministeriums im Mai 2018 wurde Wassiljewa Bildungsministerin. und blieb im Amt bis Mitte Januar 2020. Am 30. Juni 2021 wurde Olga Wassiljewa zur Präsidentin der Russischen Akademie für Bildung (RAO) gewählt.